# Guillermo Corrales
Guillermo Corrales Martín (Madrid, 13 de junio de 1995) es un jugador de baloncesto español. Con 1,80 metros de estatura, juega en la posición de base.

## Trayectoria
Nacido en Madrid, y criado en Sevilla, es hijo de ‘Toñeque’ Corrales, primer presidente de la Federación Extremeña de Baloncesto. Se formó en la cantera del CB Sevilla y durante la temporada 2013-2014 entrenó con el primer equipo sevillano, a las órdenes de Aito García Reneses, llegando a debutar en la Liga ACB.
Corrales ha sido convocado y llegó a debutar con la selección española en categorías inferiores (U18) con la gran generación del 95. La gran competencia en jugadores de esa edad no le permitió continuidad.
En verano de 2014 ficha por el Cáceres Ciudad del Baloncesto, logrando el ascenso a LEB Oro en dicha temporada. Permaneció cinco campañas en el club cacereño, con el que en la temporada 2017/18 fue líder de la LEB Oro en recuperaciones de balón con una media de 2,69 por partido, así como segundo clasificado en asistencias con un promedio de 5,55 por encuentro. En agosto de 2019, tras no considerarse su renovación, anunció su despedida, para seguidamente fichar por el CB Morón de LEB Plata donde disputa la temporada 2019/20 con medias de 7.6 puntos y 4.2 asistencias.
En la temporada 2020/21 ficha por el Stade Marsellais, club de la NM2 (cuarta división francesa).